# WarnerMedia
Warner Media, LLC, commercialmente conosciuta come WarnerMedia, è stata una società statunitense sussidiaria di AT&T operante nei settori cinema e televisione. Il quartier generale della società era a New York. 
L'8 aprile 2022 la società si è fusa con Discovery, dando così vita a Warner Bros. Discovery.

## Storia
Nel 1990, dalla fusione tra la Time Inc. (primo gruppo editoriale statunitense) e la Warner Communications, dopo che la prima ha acquisito la seconda, nasce Time Warner.
Nell'ottobre del 1996 la nuova compagnia acquista, da Ted Turner, la Turner Broadcasting System (una cui divisione è la CNN).
Nel gennaio 2001 l'AOL acquisisce Time Warner e diventa AOL Time Warner.
Dopo la fusione con l'AOL, tuttavia, i profitti della divisione Internet della società (AOL) diminuiscono, come cadono anche i valori di mercato di altre aziende Internet. Come risultato, il valore dell'AOL cala drasticamente. L'AOL Time Warner riporta una perdita di 99 miliardi di dollari nel 2002 - in quel tempo la più grande perdita mai registrata da una società.
Per tutta risposta, dal giugno 2003 l'azienda riprende il vecchio nome antecedente la fusione con l'AOL, Time Warner.
L'allora presidente del consiglio di amministrazione, Steve Case, annuncia che non si ricandiderà per tale ruolo, per poi uscire dal consiglio il 31 ottobre 2005.
Date le perdite registrate a causa della fusione dei due colossi mediatici, il 28 maggio 2009 viene annunciata la scissione di AOL da Time Warner e la costituzione della nuova public company AOL, Inc., società divenuta operativa il 10 dicembre dello stesso anno.
Il 6 marzo 2013, Time Warner annuncia la cessione di Time Inc. Il 6 giugno 2014, Time Inc. diventa una società quotata in borsa. Time Warner continuerà ad operare sotto il nome attuale.
Il 13 giugno 2018, Time Warner completa la fusione da 85 miliardi di dollari con AT&T, in seguito ad un processo antitrust vinto contro l'amministrazione Trump, che aveva presentato ricorso per bloccarlo.
A seguito dell'acquisizione, la società viene rinominata WarnerMedia.
Il 17 maggio 2021, AT&T e Discovery annunciano il progetto di fusione tra quest'ultima e WarnerMedia. L'accordo, stimato 150 miliardi di dollari, dovrebbe essere finalizzato entro la metà del 2022.
Il 1º giugno, Discovery e AT&T svelano ufficialmente il nome e il logo che avrà il nuovo colosso dopo la fusione delle due entità: Warner Bros. Discovery.

## Divisioni
WarnerMedia operava attraverso le seguenti cinque divisioni principali:
- WarnerMedia Direct: era responsabile della produzione, del marketing, del coinvolgimento dei consumatori e del lancio globale della piattaforma streaming dell'azienda HBO Max.[6]
- WarnerMedia Studios & Networks: comprendeva le case di produzione cinematografiche e televisive del gruppo. Si occupava di sviluppo, produzione e programmazione.[6]
- WarnerMedia News & Sports: gestiva i canali sportivi e informativi nel mondo.
- WarnerMedia International: gestiva le versioni internazionali dei canali televisivi statunitensi della società, con alcuni canali specifici per regione. Questa divisione era anche responsabile della gestione di tutte le attività di WarnerMedia al di fuori degli Stati Uniti.[6]
- WarnerMedia Sales and Distribution: sovrintendeva alle vendite pubblicitarie, alla distribuzione e alle licenze sui contenuti di WarnerMedia negli Stati Uniti.[6]

### WarnerMedia Direct
- HBO Max

### WarnerMedia Studios & Networks
- Warner Bros.
  - Warner Bros. Theatre Ventures
  - Warner Bros. Museum
  - Warner Bros. Studios, Burbank
  - Warner Bros. Studios, Leavesden
  - The CW (50%; con Paramount Global)
  - Fandango Media (30% con Comcast)
  - Turner Entertainment Co.
  - WaterTower Music
  - WarnerMedia Innovation Lab
- Warner Bros. Pictures Group 
  - Warner Bros. Pictures
  - New Line Cinema
  - DC Films
  - Warner Animation Group
  - Castle Rock Entertainment
  - The Wolper Organization
  - Warner Bros. Studio Facilities
- Warner Bros. Television Group
  - WBTVS Scripted Production[7]
  - WBTVS Unscripted Production[7]
  - WBTVS International & Formats[8]
- Warner Bros. Kids, Young Adults and Classics
  - Warner Bros. Animation
  - The Cartoon Network, Inc.
    - Cartoon Network
    - Adult Swim
    - Boomerang

  - Turner Classic Movies
  - Wizarding World
- Warner Bros. Home Entertainment
  - WB Games
- Warner Bros. Global Brands and Experiences
  - DC Entertainment
    - DC Comics
    - Mad Magazine

  - Warner Bros. Themed Entertainment
  - Warner Bros. Consumer Products
- Digital Networks 
  - DC Universe Infinite (joint venture con LeBron James)
  - Ellen Digital Ventures (joint venture con Ellen DeGeneres[9])
- Home Box Office, Inc.
  - HBO
  - Cinemax
  - HBO Films
- Turner Entertainment Networks
  - TBS
  - TNT
  - TruTV
  - Turner Sports & Entertainment Digital Network
  - Turner Private Networks
  - Turner Studios
  - Studio T

### WarnerMedia News & Sports
- CNN Worldwide
- Turner Sports

### WarnerMedia International
- Boing S.p.A. (49% con Gruppo Mediaset)
  - Boing (Italia)
  - Cartoonito (Italia)
  - Boing Plus
- Boing (Africa)
- Boing (Francia)
- Boing (Spagna) (50% con Mediaset España Comunicación)
- Cartoon Network (canali internazionali)
  - Cartoon Network Studios Europe
- Boomerang (canali internazionali)
- Cartoonito
- Pogo
- Tooncast
- Chilevisión
- glitz*
- HBO (canali internazionali)
- I.Sat
- Oh!K
- TNT (canali internazionali)
- Turner Japan
- World Heritage Channel
- Warner TV
- WB Channel

### WarnerMedia Sales and Distribution
- Warner Bros. Domestic Television Distribution
- Warner Bros. Worldwide Television Distribution
- WarnerMedia Advertising Sales
- iStreamPlanet

## Loghi

Logo della Warner Communications, utilizzato dal 1972 al 1990.
Logo della AOL Time Warner, utilizzato dal 2001 al 2003.
Logo della Time Warner, utilizzato dal 2003 al 2018.
Logo della WarnerMedia in uso dal 2018 dal 2019.
Logo della WarnerMedia in uso dal 2019 al 2022.